# Łążki
Łążki – wieś w Polsce położona w województwie łódzkim, w powiecie poddębickim, w gminie Wartkowice.
| SIMC    | Nazwa | Rodzaj                          |
| ------- | ----- | ------------------------------- |
| 1040390 | Rzym  | część wsi (zniesiona w 2023 r.) |

W latach 1975–1998 miejscowość administracyjnie należała do województwa sieradzkiego.
W roku 2011 liczba mieszkańców wynosiła 131 osób. 